# Jean Anyon
Jean Anyon (née le 16 juillet 1941 et morte le 7 septembre 2013) est une chercheuse et enseignante en éducation américaine, ainsi qu'une militante des droits civiques. Elle a été professeure à l'Université de la ville de New York.

## Biographie
Anyon naît le 16 juillet 1941 à Jersey City. Elle fréquente l'université de Pennsylvanie à partir de 1963. Elle y obtient un baccalauréat universitaire et une maîtrise en éducation. Elle complète un doctorat à l'université de New York en 1976.
Elle travaille un temps à l'université Rutgers de Newark (New Jersey), puis rejoint le CUNY Graduate Center en 2002. La même année, elle est récipiendaire du Lifetime Achievement Award de l'American Educational Research Association (en) (AERA).

## Œuvre
- (en) « Social Class and the Hidden Curriculum of Work », Journal of Education, Vol. 162, no. 1, Fall 1980[2].
- (en) Social Class and School Knowledge (Curriculum Inquiry, 1981)
- (en) Ghetto Schooling: A Political Economy of Urban Education (Teachers College Press, 1997)
- (en) Radical Possibilities: Public Policy, Urban Education, and a New Social Movement (Routledge 2005)
- (en) Theory and Educational Research: Toward Critical Social Explanation (Routledge 2009).